# 엄지맞섬근
엄지맞섬근(opponens pollicis) 또는 무지대립근(拇指對立筋)은 엄지의 맞섬을 일으키는 손의 작은 삼각형 근육이다. 엄지두덩에 위치한 세 개의 근육 중 하나이다. 짧은엄지벌림근의 깊은쪽, 짧은엄지굽힘근의 가쪽에 놓여 있다.

## 구조
엄지맞섬근은 엄지두덩에 위치한 세 개의 근육 중 하나이다. 굽힘근지지띠(가로손목인대)와 큰마름뼈의 결절에서 일어난다. 이후 아래가쪽으로 주행하여 첫째손허리뼈 노쪽 측면 전체에 닿는다.

### 신경 분포
다른 엄지두덩의 근육과 마찬가지로 엄지맞섬근은 정중신경 되돌이가지의 지배를 받는다. 전체 인구의 20% 정도에서는 자신경의 지배를 받기도 한다.

### 혈액 공급
얕은손바닥동맥활이 엄지맞섬근에 혈액을 공급한다.

## 기능
엄지의 맞섬(opposition)은 엄지의 끝이 다른 손가락 끝에 맞닿도록 하는, 여러 움직임이 합쳐진 작용이다. 엄지맞섬근은 첫째 손목손허리관절에서 엄지의 손허리뼈를 굽혀, 맞섬을 일으키는 데에 기여한다. 이렇게 첫째손허리뼈를 굽히면 손바닥을 모아 쥐게 된다. 엄지맞섬근과 새끼맞섬근의 두 맞섬근이 각각 엄지와 새끼손가락의 맞섬을 일으킨다.

## 추가 이미지

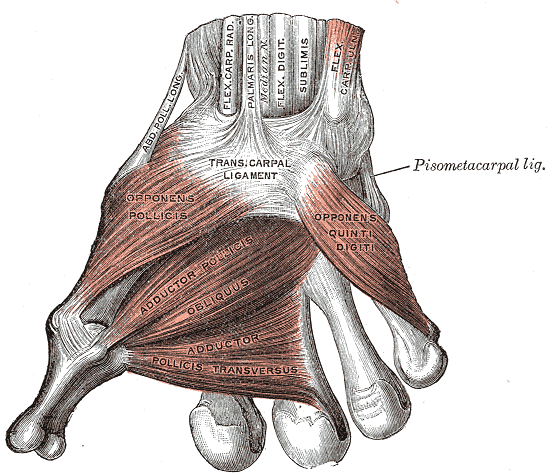
엄지의 근육
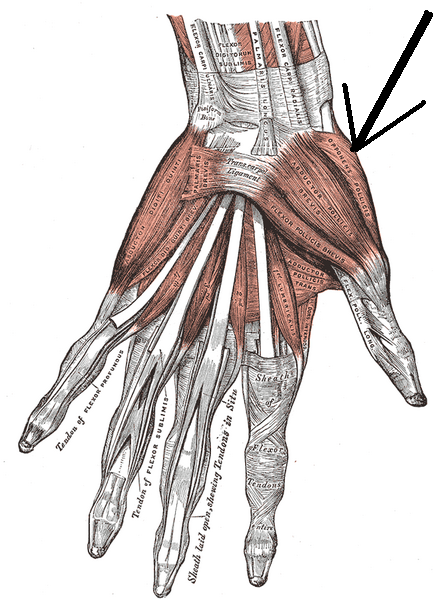
오른쪽 손바닥의 근육
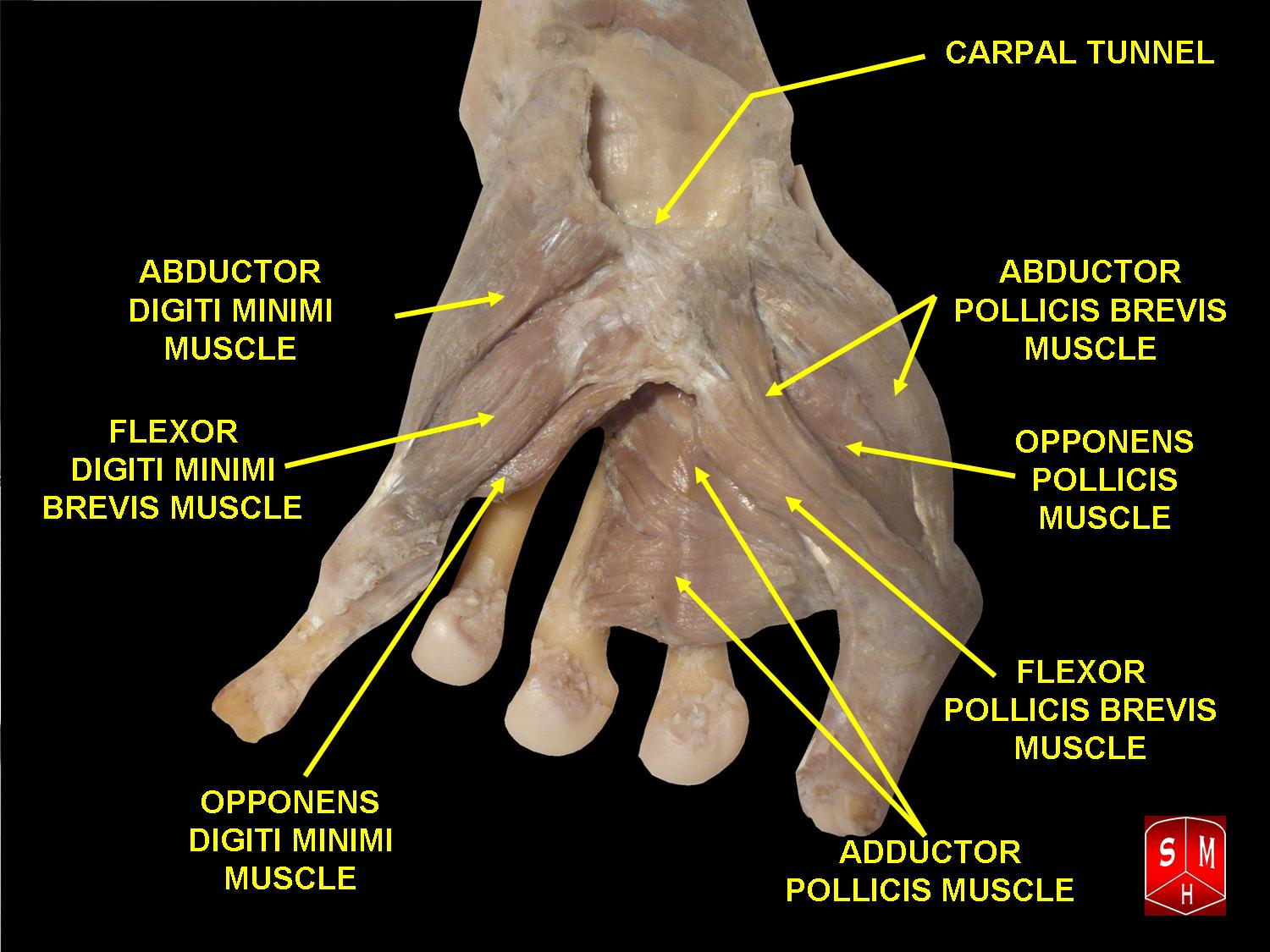
엄지맞섬근
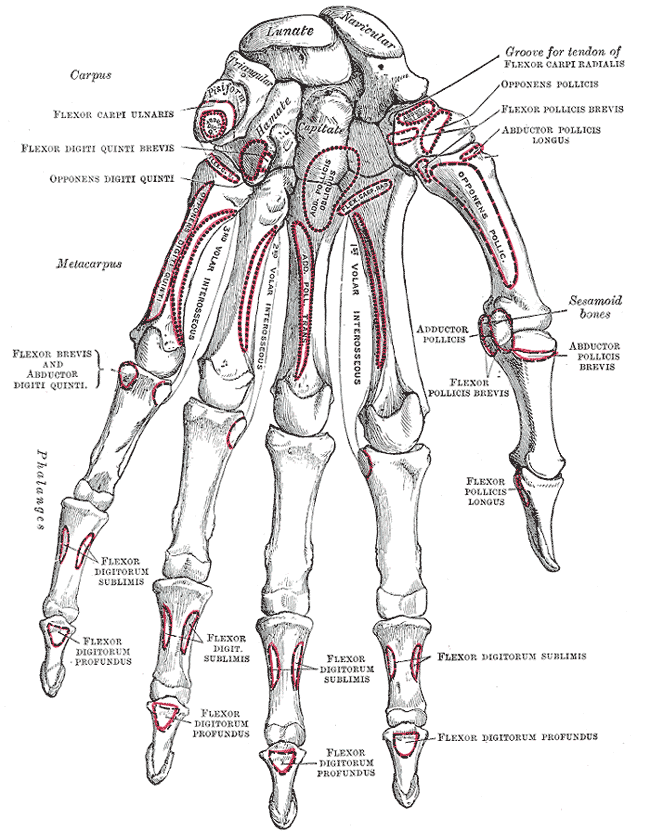
왼쪽 손바닥의 뼈
손목과 손가락의 단면
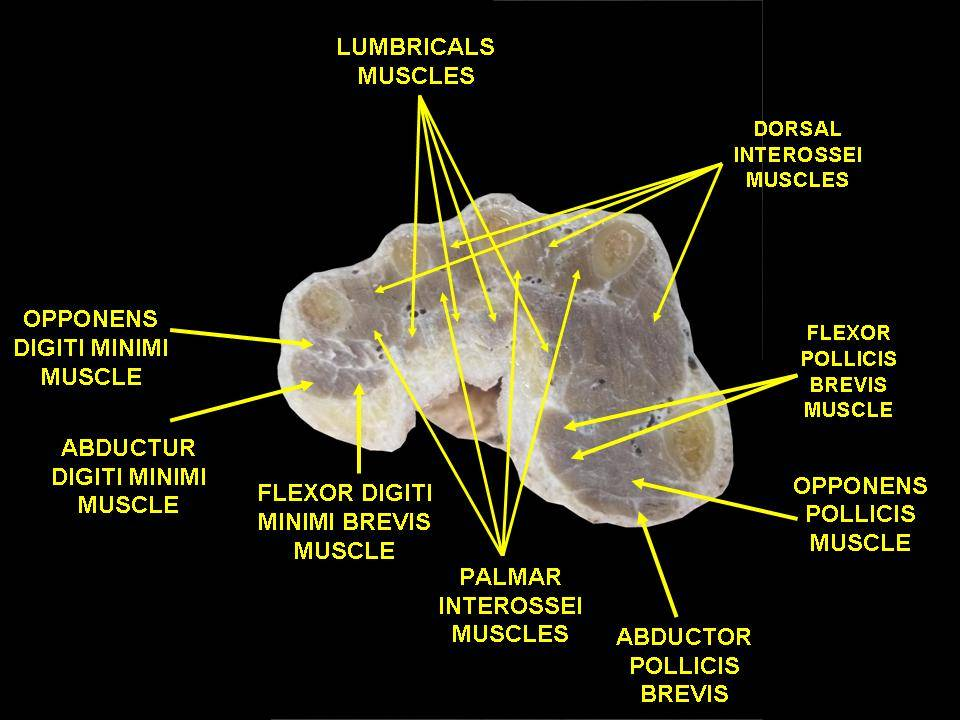
손 근육의 단면

## 참고 문헌
이 문서는 현재 퍼블릭 도메인에 속하는 그레이 해부학 제20판(1918) page 461의 내용을 기초로 작성된 글이 포함되어 있습니다.
1. ↑  Nelson, Fred R. T.; Blauvelt, Carolyn Taliaferro (2015년 1월 1일),  Nelson, Fred R. T.; Blauvelt, Carolyn Taliaferro, 편집., “10 - The Hand and Wrist”, 《A Manual of Orthopaedic Terminology (Eighth Edition)》 (영어) (Philadelphia: W.B. Saunders), 307–341쪽, ISBN 978-0-323-22158-0, 2021년 1월 11일에 확인함
2. ↑  Tonkin, Michael (2010년 1월 1일),  Sambrook, Philip; Schrieber, Leslie; Taylor, Thomas; Ellis, Andrew M., 편집., “3 - NERVE COMPRESSION SYNDROMES”, 《The Musculoskeletal System (Second Edition)》 (영어) (Churchill Livingstone), 33–45쪽, ISBN 978-0-7020-3377-3, 2021년 1월 11일에 확인함
3. ↑  “Opponens Pollicis (OP)”. Washington University School of Medicine. 2022년 5월 12일에 원본 문서에서 보존된 문서. 2019년 7월 19일에 확인함.